# علي بن نواري
علي بن نواري (المولود عام 1951 في بوڨاعة، الجزائر)، سياسي جزائري ووزير الخزانة (تحت حكومة غزالي الأولى  وحكومة الغزالي الثانية) ومرشح للانتخابات الرئاسية لعام 2014.

## سيرة
ولد علي بن نواري في بوڨاعة بولاية سطيف الجزائر عام 1951، وهو متزوج وأب لثلاثة أطفال. وحاصل على DES في العلوم الاقتصادية، وتخرج من معهد الدراسات السياسية.
عمل في الفترة من 1981 إلى 1988 كمدير للبنك في باريس ثم في جنيف سبتمبر 1988 تم استدعاؤه من قبل وزير المالية لمنصب نائب محافظ البنك المركزي في الجزائر، لكن احداث أكتوبر اندلعت في نفس الوقت ولم يتمكن من شغل منصبه، بدلاً من ذلك تم تعيينه في منصب خبير في لجنة الديون الوطنية لعدة أشهر حتى دعا إليه وزير المالية (غزالي) كمستشار يونيو 1991 إنه يخوض الانتخابات التشريعية، لكنه في الوقت نفسه مدعو للحكومة لتولي منصب وزير.
وهو مرشح في الانتخابات الرئاسية 2014.
بسبب امتلاكه الجنسية السويسرية، سيتعين على علي بن نواري التخلي عنها إذا كان يريد أن يكون قادرًا على الترشح في الانتخابات الرئاسية الجزائرية لعام 2014 بموجب المادة 73 من الدستور الجزائري.

## وثائق بنما
حسب صحيفة لوموند الفرنسية، أنشأ بن نواري، شركة أوف شور سنة 2000، استعملت من أجل استكمال بيع الأسهم التي يمتلكها في بنك سوسيتيه جنرال الفرنسي (فرع الجزائر) والبالغة 29% لصالح آل خلفية بنك، الذي كان مملوكًا لرجل الأعمال رفيق خليفة الموجود في السجن (أعلن البنك إفلاسه في 2004)، ليقرر بن نواري سحب اسمه من مسيري الشركة بعد عام ونصف العام من تأسيسها.
وذكرت الصحيفة أن الوزير الجزائري السابق، طلب من مكتب المحاماة موساك فونسيكا تأسيس شركة أوفشور في بنما، تحمل اسم بيغول جروب في الجزر العذراء البريطانية، لتكون الواجهة القانونية التي قام عن طريقها ببيع حصته من الأسهم في سوسيتي جنرال.
واتهم الوزير السابق السلطات الجزائرية بالوقوف وراء هذه الاتهامات، وقال إن الأمر يتعلق بمؤامرة يقف وراءها النظام الجزائري، مؤكدًا أنه العدو رقم واحد للنظام، واعتبر هذه الاتهامات محاولة لإسكات صوته الذي لم يتوقف عن شجب الفساد منذ العام 1991، مشددًا أنه سيرفع دعوى قضائية بتهمة القذف ضد صحيفة لوموند الفرنسية التي كشفت عن الوثائق، حسب قوله.

## المسار المهني
- 2008 حتى الآن: الأمين العام لمؤسسة لوك مونتانييه.
- 1992 - حتى الآن: رئيس Écofinace SA، وهي شركة استشارية وتجميعية في الشراكات الصناعية والمالية.[10]
- 1999 - 2004: رئيس ومؤسس الهيئة الإشرافية لسوسيتيه جنرال الجزائر.[11]
- 1981 - 1989: أمين الصندوق والمسؤول عن غرف التداول في المجموعات المصرفية (البنك السعودي، سوسيتيه جنرال).[12][13]
- 1976 - 1981: مسؤول عن خزينة صرف العملات الأجنبية والأسواق المالية في البنك المركزي الجزائري.
- 1978 - 1980: أستاذ مساعد بمعهد الدراسات السياسية بالجزائر.

## المهنة السياسية
- 2018: نائب رئيس حركة المواطنة.
- 2015: رئيس حزب نداء الوطن (حزب سياسي لم توافق عليه الحكومة الجزائرية بعد).
- 2014: مرشح للانتخابات الرئاسية 2014 (الجزائر)
- 2013: رئيس حزب كولوني الراديكالي (جنيف).[14]
- 2013: رئيس جمعية DiverCité (جنيف).[بحاجة لمصدر]
- 2013: رئيس اتحاد المغاربيين في سويسرا.[بحاجة لمصدر]
- 2002 - 2006: مدير مطار جنيف الدولي.[15]
- 1991 - 1992: وزير الخزانة، الجزائر، حكومة الغزالي الأولى وحكومة الغزالي الثانية.[1]